# 坚桦
坚桦（学名：Betula chinensis）为桦木科桦木属的植物。分布于朝鲜以及中国大陆的辽宁、山东、甘肃、河南、山西、陕西、黑龙江、河北等地，生长于海拔150米至3,600米的地区，多生在石山坡、山脊、山坡以及沟谷等林中，目前尚未由人工引种栽培。

## 别名
杵榆（河北）

## 异名
- Betula chinensis Maxim. var. fargesii (Franch.) Hu ex P. C. Li